# Himalchuli
L'Himalchuli és la segona muntanya més alta del Mansiri Himal, part de l'Himàlaia nepalès. Queda al sud del Manāslu, un dels vuitmils. L'Himalchuli té tres pics principals: Est (7.893 m), oest (7.540 m) i nord (7.371 m). També s'escriu de vegades per separat, "Himal Chuli".

## Trets destacats
L'Himalchuli és la muntanya núm. 18 en altura de les muntanyes del món (utilitzant un tall d'almenys 500 metres de prominència, o re-ascens). L'Himalchuli també destaca pel seu llarg relleu vertical sobre el terreny local. Per exemple, s'alça 7.000 m sobre el riu Marsyangdi al sud-oest en al voltant de 27 km de distància horitzontal.

## Història d'ascensos
Es feren visites d'exploració a l'imperi el 1950 i 1954. Un primer intent el 1955 fracassà i n'hi hagué altres el 1958 i 1959.
El primer ascens es realitzà el 1960, per Hisashi Tanabe i Masahiro Harada, del Japó. La ruta seguia la "cresta Sickle" des del sud-oest. Primer ascendiren al seient entre els pics oest i principal, on col·locaren l'últim dels seus sis camps. Aquest ascens fou d'alguna manera inusual per un cim de menys de 8.000 en utilitzar bombones d'oxigen.
L'Índex Himalai llista cinc altres ascensos d'aquest pic, i altres 10 intents infructuosos. Els ascensos foren per diverses rutes en les cares sud, sud-oest i sud-est de la muntanya.
El pic oest fou escalat per primera vegada el 1978 per dos membres d'una expedició japonesa al pic principal de l'Himalchuli. L'escalaren des del sud (el Dordi Khola) i s'aproximaren al cim del pic occidental des de l'est.
El pic nord fou escalat per primera vegada el 1985 per una expedició coreana, a través de la cara nord.

## Altres referències
- American Alpine Journal Arxivat 2006-04-22 a Wayback Machine.